# سائول کالاندرا
سائول کالاندرا (اسپانیایی: Saúl Calandra‎; ۲۲ اکتبر ۱۹۰۴ – ۱۴ مه ۱۹۷۳) بازیکن فوتبال اهل آرژانتین بود.
از باشگاه‌هایی که در آن بازی کرده‌است می‌توان به باشگاه فوتبال استودیانتس اشاره کرد.
وی همچنین در تیم ملی فوتبال آرژانتین بازی کرده‌است.